# Освальд, Паскаль
Ив Паскаль Освальд (нем. Yves Pascal Oswald, 11 февраля 1980, Мюстаир, Граубюнден) — швейцарский скелетонист, выступающий за сборную Швейцарии с 2002 года. Участник зимних Олимпийских игр в Ванкувере, призёр Кубка Европы и Межконтинентального кубка, трёхкратный чемпион национального первенства. 

## Биография
Паскаль Освальд родился 11 февраля 1980 года в коммуне Мюстаир, кантон Граубюнден, получил юридическое образование в университетах Цюриха и Санкт-Галлена, состоял в университетских командах по лёгкой атлетике. Активно заниматься скелетоном начал в возрасте двадцати двух лет, присоединившись к санно-бобслейному клубу «Гиренбад», спустя год прошёл отбор в национальную сборную и стал принимать участие в крупнейших международных стартах, показывая довольно неплохие результаты. Так, уже в дебютном для себя сезоне съездил на юниорский чемпионат мира в немецкий Кёнигсзее, где занял шестнадцатое место, а в 2004 году выиграл бронзу на чемпионате Швейцарии и впервые поучаствовал в заездах взрослого Кубка мира, показав на трассе норвежского Лиллехаммера тридцать первое время.
В 2005 году Освальд поучаствовал в Универсиаде, прошедшей в австрийском Иглсе, и финишировал там пятым. Одновременно с этим он продолжал заниматься лёгкой атлетикой, например, в 2007 году был одним из лучших швейцарских прыгунов в высоту, преодолев 2,15 м. На чемпионате мира по скелетону 2009 года в американском Лейк-Плэсиде занял двадцать пятое место, а после завершения всех кубковых этапов этого предолимпийского сезона расположился в мировом рейтинге сильнейших скелетонистов на пятнадцатой строке. Изначально предполагалось, что от Швейцарии на зимние Олимпийские игры 2010 года в Ванкувер поедет действующий чемпион мира Грегор Штели, однако тот в самый последний момент получил травму, поэтому вместо него взяли Освальда, который занял впоследствии шестнадцатое место.
На чемпионате мира 2011 года в Кёнигсзее пришёл к финишу двадцатым в мужской программе и был десятым вместе со смешанной швейцарской командой. Всего за карьеру по состоянию на 2012 год Паскаль Освальд трижды выигрывал национальное первенство, также имеет в послужном списке две серебряные медали и три бронзовые. Среди прочих достижений имеет бронзовую награду с этапа Межконтинентального кубка и две серебряные с Кубка Европы.